# Финал Кубка Федерации 2011
Финал Кубка Федерации 2011 года — решающие матчи 49-го по счету престижного командного женского теннисного турнира, проходившие в московском СК «Олимпийский» с 5 по 6 ноября. Сборная Чехии со счётом 3-2 победила команду России и впервые в новейшей истории завоевала почётный трофей. Победное очко на хардовых кортах чешкам принесла пара с участием 26-летней Луции Градецкой и 36-летней Кветы Пешке, переигравшие в 2 сетах 24-летнюю Марию Кириленко и 25-летнюю Елену Веснину.

## Путь к финалу

### Чехия
- Первый круг. 5-6 февраля. Братислава. Словакия — Чехия 2-3[1]

Чешки, полуфиналистки Кубка Федерации 2010 года, были сеяной командой в 49-м розыгрыше турнира и начали свой путь в первой мировой группе с выездного матча в Братиславе на закрытых хардовых кортах со сборной Словакии. Гостьи добили победу уже по итогам первых трёх встреч. Стартовую победу чешкам принесла Луция Шафаржова, а следом два очка команде Петра Палы принесла Петра Квитова.
- Полуфинал. 16-17 апреля. Шарлеруа. Бельгия — Чехия 2-3[2]

В полуфинале чешки вновь играли на выезде, на хардовых кортах стадиона «Spiroudome». Хозяйки не смогли выставить на встречу своего лидера — Ким Клейстерс. Чешки приехали в наполовину обновлённом составе: места Кветы Пешке и Луции Шафаржовой заняли Луция Градецкая и Ивета Бенешова.
Гостьи лучше начали матч: сначала Квитова переиграла в двух сетах Кирстен Флипкенс, однако бельгийки смогли сравнять счёт по итогам первого дня, когда Янина Викмайер в двух равных сетах смогла оказаться чуть сильнее Барборы Заглавовой-Стрыцовой.
Второй день чуть было не начался для чешек со второго подряд обидного поражения: Викмайер берёт у Квитовой первый сет и длительное время играет на равных во втором, но уступив в концовке партию в третьем сете оказывает чешке минимальное сопротивление. В четвёртом матче Заглавова-Стрыцова могла принести гостьям победу, но неожиданно уступила Флипкенс.
Всё решала пара, где чешки не упустили своего шанса — сыгранная пара Барборы и Иветы Бенешовой обыгрывает бельгиек 6-4 6-4.

### Россия
- Первый круг. 5-6 февраля. Москва. Россия — Франция 3-2[3]

Для хозяек матч начался на редкость плохо: не блистающие в последнее время Виржини Раззано и Ализе Корне наносят два поражение лидерам россиянок — Светлане Кузнецовой и Марии Шараповой, причём экс-1-я ракетка мира не берёт у Раззано ни сета.
Во второй день перелом в развитие встречи вносит Анастасия Павлюченкова, обыгрывающая в первом матче второго дня Ализе Корне в трёх сетах — 3-6 6-3 6-2. Матч оказывается решающим — в четвёртом и пятом матче Кузнецова и та же Павлюченкова относительно уверенно сначала сравнивают счёт в матче, а потом приносят россиянкам победной очко, не проиграв при этом ни сета.
- Полуфинал. 16-17 апреля. Москва. Россия — Италия 5-0[4]

Действующие чемпионки турнира, приехав в Москву без двух своих лидеров — Флавии Пеннетты и Франчески Скьявоне — не смогли выиграть по ходу встречи ни матча. Однако, россиянки были не столь убедительны, как может показаться по счёту — так в четвёртом матче Анастасия Павлюченкова переиграла Сару Эррани лишь на двух тай-брейках; а в паре россиянки выиграли не у сыгранной и сильной пары Эррани / Винчи, а у их дублёров — Камерин и Брианти.

## Перед матчем

### История встреч
Чехия и Россия лишь раз играли между собой в новейшей истории обоих государств. В 2001 году на нейтральном стадионе в Испании россиянки выиграли 2-1, а единственное очко чешкам принесла вызванная и на финал-2011 Квета Пешке, выигравшая один из одиночных матчей.

#### Баланс матчей участников финала между собой на уровне WTA/ITF
Одиночный разряд; на 31 октября 2011 года; счёт от чешских теннисисток.
| Игроки    | Павлюченкова | Кузнецова | Кириленко | Веснина |
| --------- | ------------ | --------- | --------- | ------- |
| Квитова   | 2-2          | 0-0       | 0-2       | 0-0     |
| Шафаржова | 1-3          | 1-2       | 1-4       | 0-2     |
| Градецкая | 0-1          | 0-0       | 0-0       | 0-2     |
| Пешке     | 0-0          | 0-1       | 1-1       | 1-0     |

### Составы и состояние команд

#### Россия
Капитан сборной России Шамиль Тарпищев включил в состав на финал 20-летнюю Анастасию Павлюченкову (№ 15 одиночного рейтинга и № 61 парного рейтинга), 26-летнюю Светлану Кузнецову (№ 19 и № 90), 24-летнюю Марию Кириленко (№ 27 и № 7) и 25-летнюю Елену Веснину (№ 57 и № 10). Первоначально в составе должна была значится Вера Звонарёва, но позже она выпала из основного состава из-за проблем с плечом, которые врачам сборной неудалось решить вовремя.

#### Чехии
Капитан сборной Чехии Петр Пала включил в состав на финал 21-летнюю Петра Квитова (№ 2 одиночного рейтинга), 24-летнюю Луцию Шафаржову (№ 24), 26-летнюю Луцию Градецкую (№ 46 одиночного рейтинга и № 15 парного рейтинга) и 36-летнюю Квету Пешке (№ 2 парного рейтинга).
Лидер сборной — Петра Квитова — за весь предшествующий сезон не проиграла на турнирах в зале ни матча.

### Жеребьёвка
Жеребьёвка финала состоялась в пятницу, 4 ноября.
Капитан сборной России Шамиль Тарпищев не включил в первоначальный состав на одиночные встречи Анастасию Павлюченкову, дабы избежать уже в первый день матча Петра Квитова — Светлана Кузнецова, где при таком раскладе его подопечная была бы в менее выгодной ситуации.

## Ход матча
| Россия 2 | СК "Олимпийский", Москва, Россия 5-6 ноября, 2011 хард(i) | СК "Олимпийский", Москва, Россия 5-6 ноября, 2011 хард(i)     | Чехия 3 |     |     |  |
| \| \| \| \| 1 \| 2 \| 3 \| \| \| - \| \| ------------------------------------------------------------- \| --- \| --- \| --- \| \| \| 1 \| \| Мария Кириленко Петра Квитова \| 2 6 \| 2 6 \| \| \| \| 2 \| \| Светлана Кузнецова Луция Шафаржова \| 6 2 \| 6 2 \| \| \| \| 3 \| \| Светлана Кузнецова Петра Квитова \| 6 4 \| 2 6 \| 3 6 \| \| \| 4 \| \| Анастасия Павлюченкова Луция Шафаржова \| 6 2 \| 6 4 \| \| \| \| 5 \| \| Мария Кириленко / Елена Веснина Луция Градецкая / Квета Пешке \| 4 6 \| 2 6 \| \| \| |                                                           |                                                               |         |     |     |  |
| |                                                           |                                                               | 1       | 2   | 3   |  |
| 1 | Флаг России · Флаг Чехии                                  | Мария Кириленко Петра Квитова                                 | 2 6     | 2 6 |     |  |
| 2 | Флаг России · Флаг Чехии                                  | Светлана Кузнецова Луция Шафаржова                            | 6 2     | 6 2 |     |  |
| 3 | Флаг России · Флаг Чехии                                  | Светлана Кузнецова Петра Квитова                              | 6 4     | 2 6 | 3 6 |  |
| 4 | Флаг России · Флаг Чехии                                  | Анастасия Павлюченкова Луция Шафаржова                        | 6 2     | 6 4 |     |  |
| 5 | Флаг России · Флаг Чехии                                  | Мария Кириленко / Елена Веснина Луция Градецкая / Квета Пешке | 4 6     | 2 6 |     |  |

### Первый день
Игровой день открывал матч с участием Петры Квитовой и второго номера сборной России, в качестве которого была выбрана более готовая к соревнованию Мария Кириленко.
Хозяйка кортов не смогла подтвердить свою великолепную историю личных встреч с чешской соперницей: в первом сете Мария держалась до счёта 2-2, после чего, проиграла четыре гейма подряд (из них два — на своей подаче); во втором сете Кириленко сразу же отдала гейм на своей подаче и уступала 0-2, затем смогла на несколько геймов выровнять игру, но при счёте 2-4 чешка сделала ещё один брейк и следом завершила матч.
Во второй игре дня встретились Светлана Кузнецова и Луция Шафаржова. Чешка не смогла продемонстрировать ту игровую форму, что позволила ей за неделю до матча Кубка Федерации дойти до полуфинала проходившего на этом же покрытии Кубка Кремля и столь же легко как Кириленко за некоторое время до этого уступила.

### Второй день
Второй игровой день открывала встреча всё той же Кузнецовой и Петры Квитовой. Как и предполагал Тарпищев, в матче длительное время шла более-менее равная борьба, где Светлана временами имела преимущество: россиянка взяла первый сет, сделав решающий брейк при счёте 5-4; затем без особой борьбы отдала второй — 2-6 (отдав по ходу этого отрезка матча сопернице пять геймов подряд); и повела в третьем 3-0, однако в этот момент Квитова смогла переломить ход матча и взяла один за другим шесть геймов выиграв сет и матч.
Во второй игре дня кубок чешкам могла принести Луция Шафаржова, но уроженка Брно вновь оказалась бита. Анастасия Павлюченкова позволила чешке взять два гейма в первом сете и четыре — во втором.
Судьба титула решалась в парной игре. Россияне выставили пару Кириленко / Веснина, а чехи — Градецкая / Пешке. Подопечные Тарпищева первые сделали брейк (в пятом гейме) и вели 4-2, но чешки смогли быстро отыграть потерянный гейм на подаче и, выиграв четыре гейма подряд, завершили сет со счётом 6-4 в свою пользу. Во второй партии у Елены и Марии с самого начала не получалось зацепиться за гейм на подаче соперниц (особенно шансы были малы на подаче Луции, регулярно исполнявшей неберущиеся стартовые удары по мячу со скоростью за 180 км/ч), а свою они дважды уступили. Чемпионское очко выиграла Луция Градецкая, удачно попав в ходе розыгрыша в заднюю линию.